# Пер Теодор Клеве
Пер Теодор Клеве (швед. Per Teodor Cleve; 10 лютого 1840, Стокгольм — 18 червня 1905, Уппсала) — шведський хімік і геолог.

## Віхи життя
Після закінчення школи у 1858 році почав Клеве вивчення мінералогії в Університеті Уппсала. Він захищає там же дисертацію у 1863 році і отримує посаду доцента хімії та сільського господарства. У 1866/1867 робить подорож через Англію, Францію, Італію та Швейцарію з метою проведення геологічних досліджень. Стипендія яку він отримує в цей час дозволяє йому ці подорожі. Потім він відвідує район Великих Озер у США. Після Нью-Йорка відбуває до району карибського моря, для вивчення формації південно-східних Антилів. По поверненню у Швецію у 1870 році отримує місце професора у Teknologiska Institutet і у 1874 в університеті Уппсала.
У 1879 році відкриває нові рідкісноземельні елементи — Гольмій та Тулій. У 1874 році також передбачає що у названому тоді елементі Дідимі є суміш елементів. Пізніше у 1885 році його спостереження справдилося — у дідимі австрійським хіміком Карлом Ауером фон Вельсбахом відкрито 2 нові елементи Неодим та Празеодим.
У 1894 році отримує відзнаку від Royal Society — медаль Деві. В честь нього названий мінерал Клевеїт (Уранініт який містить рідкісноземельні метали: Y, Er чи/або Ce). Незалежно від Вільяма Рамзая, у тому самому 1895 році Клеве разом із своїм учнем Абрагамом Ланглетом відкрили елемент Гелій у випарах із Клевеїта.

## Роботи
- Om stenkol, deras uppkomst, utbredning och betydelse 1872
- Om korallerna och de kalkstensbildande organismernas betydelse i naturen 1873
- Lärobok i kemi 1872-75
- Kort lärobok i oorganisk och organisk kemi för begynnare 1874
- Qvalitativ kemisk analys 1885
- Lärobok i kemiens grunder 1886
- Lärobok i organisk kemi 1888